# Opération Compass
Seconde Guerre mondiale
Batailles
Guerre du Désert
- Invasion de l'Égypte
- Compass (Fort Capuzzo
- Nibeiwa
- Sidi Barrani
- Bardia
- Tobrouk (1941)
- Mechili
- Beda Fomm)
- Koufra
- Siège de Giarabub
- Sonnenblume
- El Agheila (1941)
- Siège de Tobrouk (Raid sur Bardia
- Raid Twin Pimples)
- Skorpion
- Brevity
- Battleaxe
- Crusader (Flipper
- Bir el Gubi (novembre 1941)
- Point 175
- Bir el Gubi (décembre 1941))
- Fort Lamy
- Gazala (Bir Hakeim
- Tobrouk (1942))
- Mersa Matruh
- El Alamein (juillet 1942) (Raid sur l'aérodrome de Sidi Haneish)
- Alam el Halfa
- Agreement (Caravan)
- Bertram
- Braganza
- El Alamein (octobre 1942) (Avant-poste Snipe)
- El Agheila (1942)

Débarquement allié en Afrique du Nord
- Blackstone
- Casablanca
- Reservist
- Terminal
- Port Lyautey
- Brushwood

Campagne de Tunisie
- Course pour Tunis
- Ligne Mareth
- Sidi Bouzid
- Kasserine
- Sejnane
- Ochsenkopf
- Capri
- Ksar Ghilane
- Pugilist
- El Guettar
- Wadi Akarit
- Longstop Hill
- Hill 609
- Vulcan
- Flax
- Retribution
- Strike

L'opération Compass est le nom de code de la première opération militaire d'envergure conduite par les Britanniques contre les troupes italiennes dans le désert de Libye durant la Seconde Guerre mondiale.

## Prélude
Début septembre 1940, les forces italiennes sous le commandement du maréchal Rodolfo Graziani, avaient pénétré d'environ 80 km en Égypte, avançant avec difficulté de la frontière jusqu'à Sidi Barrani.
Elles s'y arrêtèrent derrière un rideau de positions fortifiées à une quinzaine de kilomètres à l'est sur la route menant à Marsa Matruh. Cette dernière constituait la première position solide britannique à environ 130 km de Sidi Barrani. C'est dans cette position que les forces italiennes allaient subir trois mois plus tard l'attaque alliée.

## Déroulement
Depuis l'Égypte, le 9 décembre 1940, les forces britanniques, incluant des troupes indiennes et australiennes, sous le commandement du général d'armée Richard O'Connor, attaquent au niveau d'une faiblesse de la défense italienne au sud de Sidi Barrani. L'organisation de l'opération et la découverte du passage sont mises au crédit du général de brigade Eric Dorman-Smith.
Par mesure de sécurité contre tout espionnage, la plupart des troupes impliquées n'avaient été informées qu'au début du combat que cette attaque n'était pas un exercice. L'assaut fut soutenu par l'artillerie, des bombardiers Blenheim et des chars d'assaut Matilda Mark II. Dès la première heure, le général Maletti aurait été tué et 4 000 soldats italiens auraient capitulé. En trois jours, 237 pièces d'artillerie, 73 chars légers, et 38 300 soldats sont capturés. En cinq jours, la Western Desert Force libère l'intégralité du territoire égyptien occupé par les Italiens. Les forces attaquantes se déplacent alors vers l'ouest sur la Via della Vittoria (en), à travers la passe Halfaya, et capturent fort Capuzzo, en Libye.
Le général O'Connor exploitant le succès de l'opération s'enfonce alors en territoire libyen. Entre le 3 et le 5 janvier, les Australiens de la 6e division d'infanterie battent les italiens à Bardia et, le 22 janvier, s'emparent de Tobrouk. Le 24 janvier, les chars de la 7e division blindée battent les Italiens à Mechili. Derna est occupée le 29 janvier.
Le 5 février, l'avant-garde britannique atteint Beda Fomm, et coupe ainsi la voie de retraite de la 10e armée italienne qui se retrouve prise au piège. Après une dernière tentative de percer les lignes britanniques le 7 février, les Italiens se rendent et la 10e armée est anéantie.

## Suites
O'Connor aurait voulu continuer à attaquer jusqu'à Benghazi ; cependant, le général Wavell avait ordonné à la 4e division indienne de prendre part à une offensive contre les forces italiennes en Abyssinie. O'Connor aurait dit : « Ceci vint comme une surprise complète et très déplaisante… Il aurait été très efficace d'exploiter immédiatement la situation… ». Une division australienne remplace la division indienne. L'attaque continue jusqu'à s'achever avec la 7e division britannique coupant la retraite italienne. Au terme de dix semaines de combats, les Britanniques ont avancé d'environ 800 km, détruisant 400 chenillettes et 1 300 pièces d'artillerie, et fait 130 000 prisonniers. Cependant l'avance des britanniques ne pousse pas les Italiens hors d'Afrique du Nord. Alors qu'elle atteint El Agheila, Churchill donne l'ordre de stopper toute offensive et une partie des troupes est redéployée pour défendre la Grèce contre l'invasion allemande.
L'avancée fulgurante des alliés oblige Hitler à envoyer des renforts secourir l'armée italienne en déroute. Quelques semaines plus tard, les premiers éléments de l'Afrika Korps commencent à arriver à Tripoli pour l'opération Sonnenblume et la guerre du Désert prend un tour totalement différent.
Au total, 250 000 hommes, 560 chars, 300 avions et un millier de canons seront déployés en Afrique sur ordre de Hitler, de février 1941 à mai 1943.